# 5934 Mats
5934 Mats eller 1976 SJ är en asteroid i huvudbältet som upptäcktes den 20 september 1976 av de båda svenska astronomerna Claes-Ingvar Lagerkvist och Hans Rickman vid Kvistabergs observatorium. Den är uppkallad efter den svenske astronomen Mats Lindgren.
Asteroiden har en diameter på ungefär 4 kilometer och den tillhör asteroidgruppen Nysa.